# Brome (Niemcy)
Brome – miasto (niem. Flecken) w Niemczech, w kraju związkowym Dolna Saksonia, w powiecie Gifhorn, siedziba gminy zbiorowej Brome.